# Trzcianka (powiat ciechanowski)
Trzcianka – wieś sołecka  w Polsce położona w województwie mazowieckim, w powiecie ciechanowskim, w gminie Regimin.
Wieś szlachecka położona była w drugiej połowie XVI wieku w powiecie ciechanowskim ziemi ciechanowskiej. W latach 1975–1998 miejscowość należała administracyjnie do województwa ciechanowskiego.
Wieś szybko się wyludnia. W marcu 2011 liczyła 174 mieszkańców, zaś w marcu 2021 zaledwie 79.